# British Critic

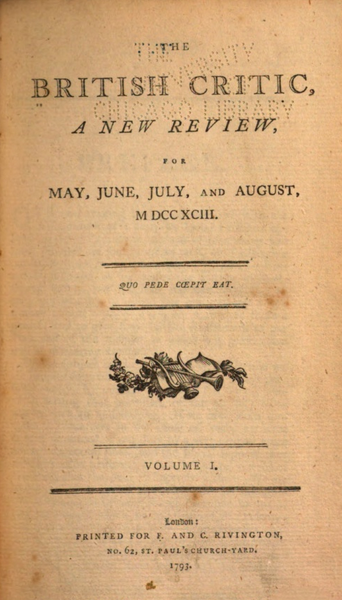

Il British Critic: A New Review era una rivista quadrimestrale britannica, fondata nel 1793 come una pubblicazione conservatrice legata all'High Church, che cavalcò la reazione britannica contro la Rivoluzione francese. La sede centrale si trovava a Londra e il giornale terminò le pubblicazioni, per quanto riguardava la sua prima fase, nel 1826. Incorporato nel Quarterly Theological Review, dal 1827 si chiamò The British Critic, Quarterly Theological Review and Ecclesiastical Record. Negli anni '30, la rivista fu legata al Movimento di Oxford capeggiato da John Henry Newman, terminando le pubblicazioni nel 1843.

## Storia editoriale

### Rivista dell'High Church
La Society for the Reformation of Principles, fondata nel 1792 da William Jones of Nayland e William Stevens, fondò il British Critic nel 1793. Robert Nares e William Belo, rispettivamente l'editore e l'assistente editore, erano co-proprietari con i librai ed editori Francis e Charles Rivington. Si iniziò con una pubblicazione mensile, ma nel 1825 la sua frequenza divenne quadrimensile. Nares e Beloe curarono la rivista per circa 20 anni. Intorno al 1811 il periodico fu comprato da Joshua Watson e Henry Handley Norris, legati al gruppo dell'High Church conosciuto come la Hackney Phalank. Dopo il 1825 la rivista "divenne sempre più vicina agli scopi teologici".

### Rivista tractariana
Comunque, i proprietari erano in seria difficoltà nel controllare la linea editoriale sia sotto Campbell che Boone; e girarono alla fine agli esponenti del Movimento di Oxford. Questa mossa fu attuata a causa delle perdite finanziarie che il giornale stava facendo dal 1836. John Henry Newman offrì uno luogo stabile ai tractarians che avrebbero potuto scrivere gratuitamente, nel momento in cui l'editore stava considerando di chiudere la pubblicazione.
A partire dalla fine del 1837 Newman si oppose alle decisioni e alla linea di Boone. Boone rassegnò le dimissioni a partire da Novembre, e Samuel Roffey Maitland lo rimpiazzò; ma fu immediatamente sconcertato all'inizio del 1838 da una recensione di Edward Bouvery Pusey relativa ai commissari ecclesiastici che lo mise in una posizione personale difficile, e rassegnò anche lui le dimissioni. Fino al 1843 il Critic fu effettivamente dominato dal Movimento di Oxford, e curato successivamente da Newman e da Thomas Mozley.
Sotto la guida direzionale di Mozley il Critic fu fortemente di parte, attaccando Godfrey Fausset, e permettendo a Frederick Oakeley e a William George Ward di avere mano libera. Il British Critic chiuse nell'ottobre del 1843. Nel 1844 fu fondata una pubblicazione di rimpiazzo, il English Review, con i Rivingstons come editori: pubblicò fino al 1853.

## Elenco dei direttori
- 1811 Thomas Fanshaw Middleton. Nello stesso anno (all'inizio della seconda serie) William Van Mildert e Thomas Rennell furono direttore, secondo varie fonti; Rennell continuò ad esserlo finché Lyall lo sostituì[13].
- 1816–17 William Rowe Lyall.
- c.1823–1833 Archibald Montgomery Campbell[14].
- 1827–1833 Edward Smedley[15], molto impegnato con il giornale, ma secondo Houghton non mai direttore di titolo[13].
- 1834–1837 James Shergold Boone
- 1837–8 Samuel Roffey Maitland
- luglio 1838–July 1841 John Henry Newman[16]
- 1841–1843 Thomas Mozley